# 1894 w sztukach plastycznych
Wydarzenia w sztukach plastycznych i wizualnych w 1894 roku.

## Wydarzenia
- W Brukseli odbyła się pierwsza wystawa grupy Libre Esthétique[1].

## Malarstwo

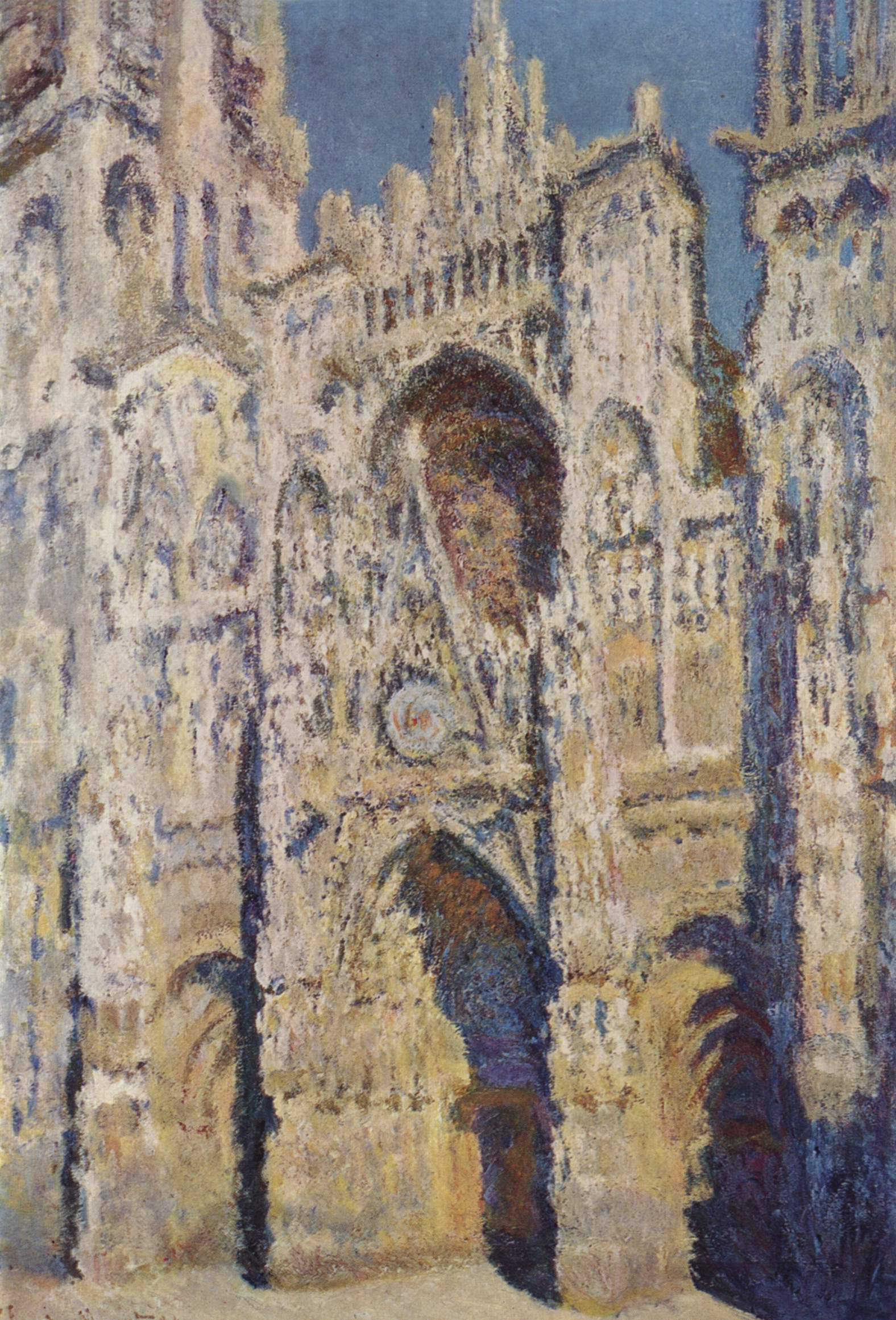
Claude Monet, Katedra w Rouen

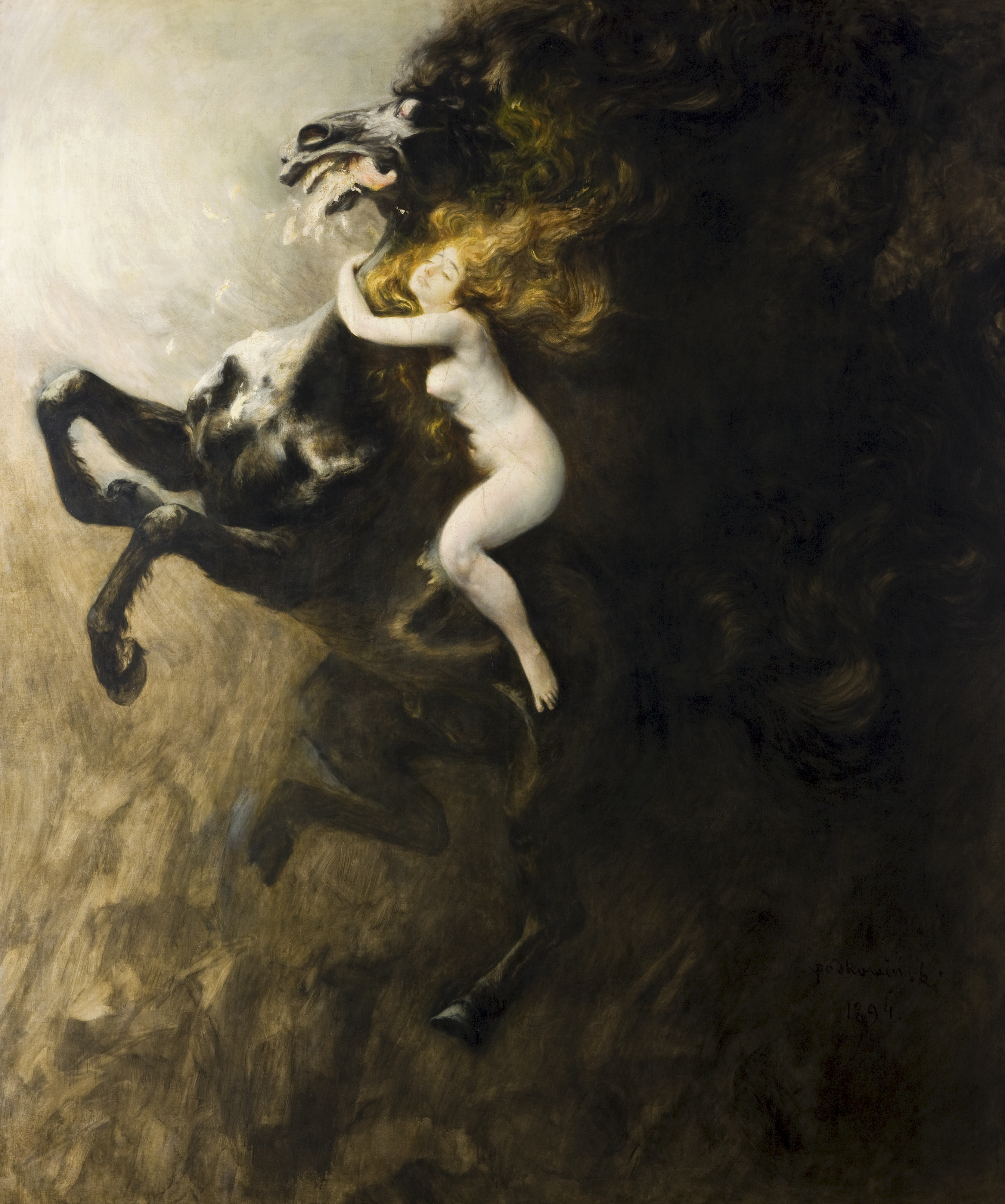
Władysław Podkowiński, Szał uniesień

- Tadeusz Ajdukiewicz

Portret szejka (ok. 1894) – olej na płótnie, 62x51 cm
- Józef Chełmoński

Kurka wodna – olej na płótnie, 133×198,5 cm
- Julian Fałat

Polowanie na łosia – olej na płótnie, 76x200 cm
Polowanie – nagonka – akwarela na papierze, 54x100 cm
- Wojciech Kossak

Wzięcie do niewoli towarzysza pancernego. Epizod z wojny szwedzkiej – olej na płótnie, 71×125 cm
- Jacek Malczewski

Melancholia (1890-1894) – olej na płótnie, 139x240 cm
- Claude Monet

Katedra w Rouen (1892-94)
- Władysław Podkowiński

Szał uniesień

## Urodzeni
- Aleksander Rafałowski (zm. 1980), polski malarz
- 2 stycznia – Józef Klukowski (zm. 1944), polski rzeźbiarz
- 9 stycznia – Henryk Stażewski (zm. 1988), polski malarz
- 3 lutego – Norman Rockwell (zm. 1978), amerykański malarz i ilustrator
- 8 marca – Wäinö Aaltonen (zm. 1966), fiński rzeźbiarz
- 16 czerwca – Artur Szyk (zm. 1951), polski grafik, ilustrator
- 2 lipca – André Kertész (zm. 1985), węgierski fotograf
- 5 października – Tadeusz Gronowski (zm. 1990), polski grafik, malarz, architekt wnętrz, twórca plakatów, ilustrator
- 20 października – Henryk Berlewi (zm. 1967), malarz, grafik, typograf oraz teoretyk i krytyk sztuki

## Zmarli
- 21 lutego – Gustave Caillebotte (ur. 1848), francuski malarz
- 26 lutego - Bogumił Hoff (ur. 1829), polski malarz, rysownik i krajoznawca
- 16 kwietnia – Henryk Pillati (ur. 1832), polski malarz, rysownik, ilustrator i karykaturzysta
- 13 czerwca - Nikołaj Gay (ur. 1831), rosyjski malarz
- 5 sierpnia – Giovanni Muzzioli (ur. 1854), włoski malarz,
- 11 grudnia – Jean Gigoux (ur. 1806), francuski malarz, rysownik, litograf, ilustrator
- 28 grudnia – Henryk Rodakowski (ur. 1823), polski malarz